# Тиронут
Тиронут — курс молодого бойца в Израиле, обучение новобранцев Армии обороны Израиля (ЦАХАЛ).

## Уровни
Существуют разные уровни подготовки новобранцев (кодовые названия — 02, 05, 08 и т. д.), и у каждого рода войск или основного подразделения есть собственная программа обучения.
- После прохождения тиронута небоевые новобранцы получают сертификат стрелка 02.
- Солдаты боевых частей проходят тиронут 03, например бронетанковые или артиллерийские войска.
- Специальная пехотная подготовка варьируется от 05 (военная инженерия) до 07 (пехота и саперы);
- Элитные подразделения, такие как Сайерет Маткаль, не проходят стандартный базовый курс обучения для получения сертификата и имеют свои собственные расширенные курсы обучения, которые длятся более одного года.
- Существует отдельный также «Тиронут 00», специально созданный для добровольцев, получивших освобождение от военной службы по медицинским причинам, но решивших добровольно пойти в армию.

Все новобранцы, проходящие базовую подготовку в Армии обороны Израиля, носят общеармейские оливково-серые береты, и по завершении получают береты родов войск на церемонии, во время которой новобранцы приносят присягу Армии обороны Израиля. Пехотные и некоторые другие подразделения, такие как военная полиция приносят присягу у Западной стены, другие подразделения в других местах, таких как Мемориал бронетанковых войск в Латруне, тюрьма Акко, тренировочные базы и т. д.